# Vila Cova da Lixa
Vila Cova da Lixa is een plaats (freguesia) in de Portugese gemeente Felgueiras en telt 3150 inwoners (2001).